# Dayane Camillo
Dayane Camillo da Silva (Londrina, 15 de dezembro de 1977) é uma ex-competidora de ginástica rítmica brasileira. Representou o Brasil em duas edições de Jogos Olímpicos

## Biografia
Começou a praticar ginástica rítmica aos seis anos por influência da mãe, professora de Educação Física. Aos 13 anos, já disputava campeonato mundial.
Sua primeira grande conquista foi a medalha de bronze nos Jogos Pan-Americanos de 1995, em Mar del Plata, na Argentina.
Nos Jogos Pan-Americanos de 1999, em Winnipeg, participou do conjunto que levou a medalha de ouro, inédita na história da modalidade no Brasil.
Fez parte da equipe que disputou os Jogos Olímpicos de Verão de 2000, em Sydney, sendo a primeira vez que um conjunto brasileiro disputou essa competição. Conseguiu chegar à final, terminando em oitavo lugar.
Esteve presente no Campeonato Mundial de 2002, em Nova Orleans, nos Estados Unidos. Na época, o conjunto brasileiro ficou em oitavo lugar.
Competiu nos Jogos Pan-Americanos de 2003, em Santo Domingo, conquistando o bicampeonato por equipes, além de vitórias na equipe com fitas e na equipe com arcos e bolas.
Dayane disputou ainda os Jogos Olímpicos de Verão de 2004, em Atenas, marcando a sua aposentadoria do esporte. Dayane acabou deixando a fita cair em uma das apresentações, encerrando a disputa em oitavo lugar.
Como ginasta individual, foi campeã brasileira em 1997 e 2001, além ter sido décima colocada no campeonato Quatro Continentes, nos Estados Unidos.
Após se aposentar, formou se em Educação Física, passando a atuar como treinadora.

## Carreira política
Filiou-se ao Cidadania e foi candidata a deputada estadual pelo Paraná nas eleições de 2022. Recebeu 1.209 votos, não se elegendo.